# Макінтош (одяг)

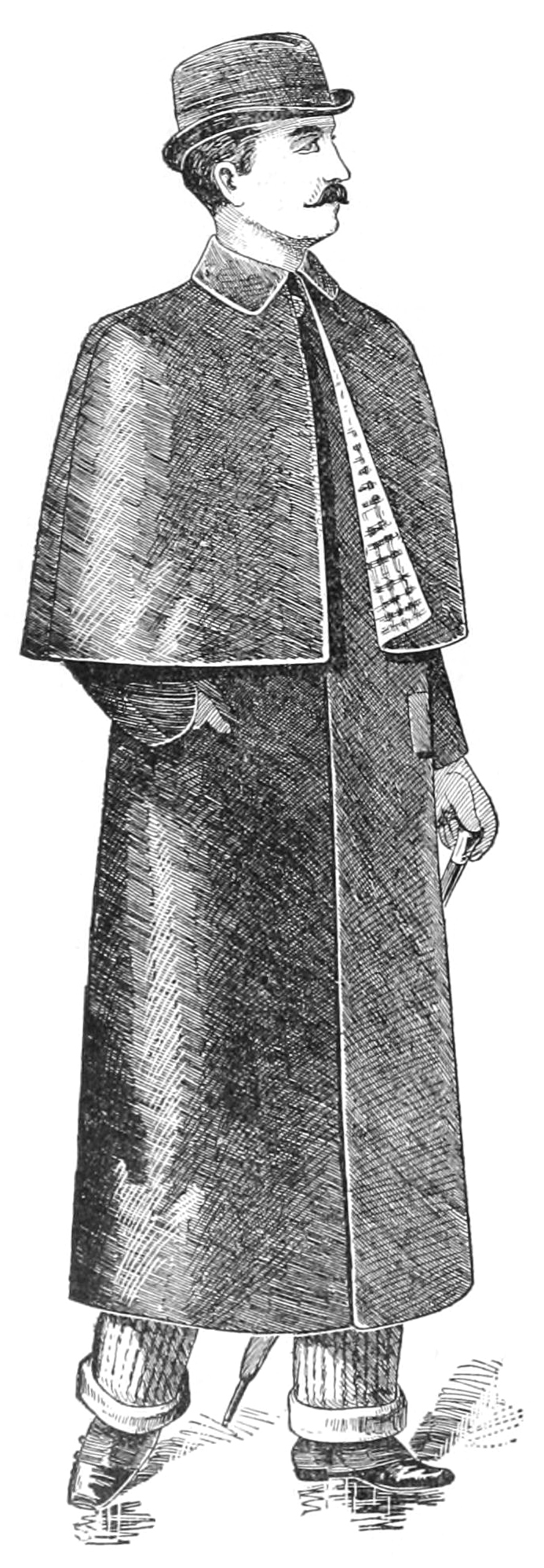
Макінтош з каталогу 1893

Макінтош (англ. mackintosh) — плащ з непромокаючої прогумованої тканини, а також літнє (зазвичай габардинове) чоловіче пальто за типом такого плаща, що було у моді в середині XIX століття. Назва походить від прізвища шотландця Чарльза Макінтоша.

## Історія виникнення
У 1823 році шотландський хімік Чарльз Макінтош, проводячи черговий дослід, змастив рукав піджака розчином каучуку і через деякий час помітив, що рукав піджака не промокає. Він запатентував цей винахід і заснував компанію Charles Macintosh and Co. з виробництва непромокаючих виробів — макінтошів.